# 鄒語

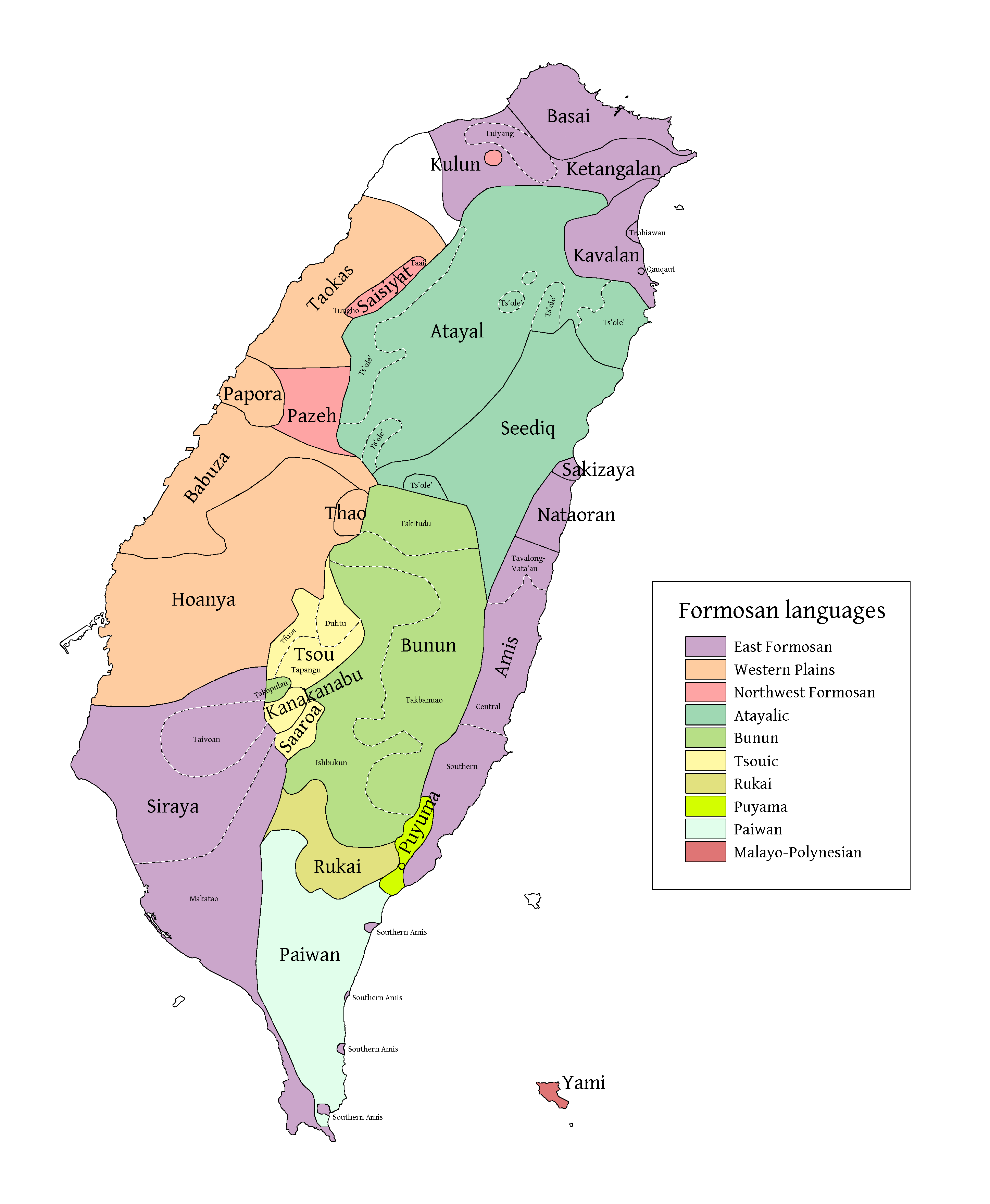
漢人遷台之前的台灣南島語言分布圖（按 Blust, 1999）。東台灣蘭嶼島（深紅色）表示使用馬來-玻里尼西亞語族巴丹語群達悟語的區域

鄒語，前稱「曹語」，為臺灣鄒族人所使用的語言，屬於南島語系的鄒語群，以拉丁文字書寫。

## 鄒語變遷沿革
鄒語一般分為北鄒語群與南鄒語群。「北鄒語群」分佈於南投縣信義鄉久美部落（望美村)；以及嘉義縣阿里山鄉的部落：特富野部落、達邦部落、里佳部落、茶山部落、新美部落、樂野部落、來吉部落、山美部落。而在高雄市那瑪夏區的卡那卡那富語與桃源區的拉阿魯哇語則叫「南鄒語群」。各自的語言歷經長年的變遷，自成一個系統。

### 北鄒語群的變遷
北鄒語群又稱「鄒語」，有特富野社(Tfuya,Tfuea)、達邦社(Tapangʉ)、伊姆諸社(Imucu,Limucu)、與魯富都社(Luhcu,Luhtu)四個方言語群，而四社中的伊姆諸社與魯富都社均於20世紀初廢社，人口分散到各社。根據民族語學院(Ethnologue)記錄1981年伊姆諸社方言語群消失。目前北鄒語方言群分為三支：久美(望美村)方言語群、特富野方言語群、達邦方言語群，不過各方言語群差異很小。
特富野方言和達邦方言之間文法差異不大。這兩方言語音上有些微差異，但變化規律，例如許多特富野方言讀z的音，在達邦方言則讀為i。
久美方言保留較多古音。

### 臺灣鄒族語典
1927年6月俄國語言學家聶甫斯基經由日本來臺灣，並與正就讀台南師範之特富野鄒族青年吾雍·雅達烏猶卡那（Uyongu Yata'uyungana；高一生/矢多一生/矢多一夫），於1927年7月至8月初，從事1個多月的田野鄒語調查。聶甫斯基精通日文，兩人以日語溝通。期間記錄了15個故事，使用拉丁字母與IPA記寫，並收集鄒語發音、語法、及詞彙等，以及鄒族的民族文物30件。聶甫斯基1929年從日本回蘇聯後、於1935年在聖彼德堡由蘇聯科學院的出版社出版了一部《臺灣鄒族語典》（N.A. Nevskij:Materaly po govoram jazyka cou, Trudy Instituta Vostokovedenija. X1. Moskva-Leningrad,1935/），可謂最早的一部專門研究鄒語語言學的專書。兩人先後於10年之後（1937年10月4日），聶甫斯基與日本籍妻子在史達林大清洗期間均被蘇聯政府以日本間諜及叛國罪逮捕，於11月24日在聖彼得堡夫妻均遭槍決；及27年之後、1954年4月17日吾雍·雅達烏猶卡那被中華民國政府以228事件為由，定以叛亂罪槍決。

## 語音系統
鄒語的音系之音位大都使用適當的Unicode符號來標示。在臺灣南島語的書寫系統的訂定上，元輔音之音系表原則上都是先「發音部位」(橫列)、後「發音方法」(縱列)、再考量「清濁音」，來訂定其音系之音位架構。

## 鄒語文法
在文法的分類上臺灣南島語並不同於一般的分析語或其它綜合語裡的動詞、名詞、形容詞、介詞和副詞等之基本詞類分類。比如臺灣南島語裡普遍沒有副詞，而副詞的概念一般以動詞方式呈現、可稱之為「副動詞」，類之於俄語裡的副動詞。 鄒語文法分類是將基礎的文法之詞類、詞綴、字詞結構及分類法，對比分析語等之詞類分類法加以條析判別。

## 鄒語文獻
- 鄒語新約聖經(buacou seiso faeva esvʉtʉ)
- 鄒語四福音書
- 鄒語伊索寓言一
- 鄒語伊索寓言二
- 鄒語民謠

## 延伸閱讀
- Dong Tonghe (董同龢). 1964. A descriptive study of the Tsou language, Formosa. Taipei, Taiwan: Institute of History and Philology, Academia Sinica.
- Tsuchida, S. (1976). Reconstruction of Proto-Tsouic phonology. Tokyo: Institute for the Study of Languages and Cultures of Asia and Africa, Tokyo Gaikokugo Daigaku.

## 外部連結
- 鄒族網路社群
- 魯富都北鄒語
- 原住民族語認證考古題與練習題
- 台灣原住民博物館
- 中央研究院南島語數位典藏
- 中央研究院語言學研究所
- 聶甫斯基(台灣原住民歷史語言文化大辭典)[]
- 台灣原住民符號系統鍵盤配置程式 （页面存档备份，存于）
- 台灣南島語言的奧秘(影片) （页面存档备份，存于）
- 公共電視知識的饗宴-第19集/台灣南島語言的奧秘 （页面存档备份，存于）
- 鄒語/台大台灣南島語多媒體資料庫 （页面存档备份，存于）
- ABVD: Tsou/Blust, from: Tung (1963)
- ABVD: Tsou (Duhtu)/Li (2004)
- 10-ICAL/Papers/Tenth International Conference on Austronesian Linguistics 17-20 January 2006 Palawan, Philippines
- 原民語e-learning(鄒語1-9階/認證題庫)
- Cou Lemohen’o ta sinvun (Cou)/鄒語新聞[永久]
- 原住民族族語線上詞典 （页面存档备份，存于）
- 政大原住民族語研究中心九階教材